# Lytta mutilata
Lytta mutilata es una especie de coleóptero de la familia Meloidae.

## Distribución geográfica
Habita en Arizona (Estados Unidos) y México.